# Василенко Галина Костянтинівна
Галина Костянтинівна Василенко (18 серпня 1935, с. Будки, Наровлянський район) — Герой Соціалістичної Праці (1966).
З 1960 р. свинарка, з 1966 року завідувач тваринницькою фермою колгоспу «XXII з'їзд КПРС» Наровлянского району. Звання Героя присвоєно за успіхи в збільшенні виробництва і заготівель м'яса. Член ЦК КПБ у 1971—1976 роках. Депутат Верховної Ради БРСР у 1967—1971 роках.